# كارول هانكس أوكامب
كارول هانكس أوكامب (بالإنجليزية: Carol Hanks Aucamp)‏ مواليد 2 أبريل 1943 في سانت لويس، هي لاعبة كرة مضرب أمريكية سابقة وكانت تلعب باليد اليمنى. أعلى تصنيف لها في الفردي كان المركز الـ 5 في سنة 1964 حسب تصنيف الولايات المتحدة. تخرجت من جامعة ستانفورد. كانت في المرتبة 10 في عام 1960، والمرتبة 11 في عام 1961، 12 في عام 1962، و7 في عام 1963.